# فنلاند در المپیک تابستانی ۱۹۳۶
فنلاند در بازی‌های المپیک تابستانی ۱۹۳۶ که در شهر برلین آلمان نازی برگزار شد، کاروان فنلاند با ۱۰۸ ورزشکار در این رقابت‌ها شرکت کرد و موفق به کسب ۱۹ مدال (۷ طلا، ۶ نقره، ۶ برنز) شد. در جدول رتبه‌بندی توزیع مدال‌ها، فنلاند در ردهٔ ۵ مسابقات قرار گرفت.